# Henric Benzelius
Henric Benzelius, född 7 augusti 1689 i Strängnäs, död 20 maj 1758 i Uppsala, var en svensk teolog. Han var professor vid Lunds universitet 1720, biskop i Lunds stift 1740, och ärkebiskop från 1747.

## Biografi
Henrik Benzelius var son till ärkebiskopen Erik Benzelius den äldre och Margaretha Odhelia (1653–1693), vars mormorsfar var ärkebiskop Petrus Kenicius och kom från den s.k. Bureätten. Han och hans syskon adlades med namnet Benzelstierna, men han och två bröder avsade sig adelskapet och fortsatte verka inom kyrkan.
Benzelius studerade vid Uppsala universitet och anträdde 1712 en resa genom Preussen, Polen, Ungern och Moldau till Karl XII i Bender, där han tillfångatogs vid kalabaliken. Frigiven, sändes han från Demotika till Konstantinopel, där han någon tid tjänstgjorde som legationspredikant. Han fortsatte sedan resan över Mindre Asien till Syrien och Palestina samt besökte Egypten och Arabien, varefter han över Livorno begav sig till Paris (1716) och därifrån till Tyskland och Holland.
Återkommen till Göteborg (i november 1718), erhöll han Karl XII:s befallning att besöka honom i Fredrikshald, men möttes i Strömstad av sorgebudet om kungens död. Han utnämndes 1719 till praepositus vid Lunds kommunitet och 1720 till extra ordinarie professor i filosofiska fakulteten. 1728 blev han professor i de orientaliska språken, 1732 i teologi, 1740 biskop i Lund och slutligen (efter brodern Jakob) 1747 ärkebiskop.
Han tog del i alla riksdagarna från 1740 till 1756. Vid den första av de riksdagar Benzelius bevistade anmodades han att jämte biskop Herman Schröder besöka kung Fredrik I och överlämna den av Schröder författade föreställningen med avseende på den olovliga sammanlevnaden med fröken Taube, vilken föreställning dock kungen vägrade mottaga; vid den sista uppdrogs åt honom och biskop Troilius att till drottning Lovisa Ulrika framföra prästerskapets tankar med hänsyn till den då upptäckta revolutionsplanen. Död i Uppsala 20 maj 1758. Hans grav återfinns i Bälinge kyrka (Uppland).
Även Henrik Benzelius var en man av omfattande lärdom och som sådan erkänd inom och utom landet. I Tyskland samlades och utgavs hans disputationer under titeln Synlagma dissertationum (1745), av vilka de flesta rör bibeln och dess uttolkning. 1746 invaldes han som ledamot nummer 102 av Kungliga Vetenskapsakademien.
Benzelius var gift med Emerentia Rudenschöld, dotter till Torsten Rudeen och Magdalena Wallwijk, en ättling till släkten Rudbeck.